# Yangon
Yangon (Rangoon) je najveći i do ožujka 2005. glavni grad Mjanmara. Na tom ga je mjestu zamijenio Naypyidaw.
Leži na lijevoj obali rukavaca Hlaing i Rangoon u delti rijeke Irrawaddy. Osnovan je 1775. na mjestu malog ribarskog naselja. Od 1852. upravno je središte britanske kolonijalne uprave, za Drugog svjetskog rata pod japanskom okupacijom. Najvažnija je građevina pagoda Shwe Dagon, najpoznatiji sakralni spomenik Mjamaja.
Međunarodna zračna luka među najboljima je u jugoistočnoj Aziji.
U gradu je izgrađen višenamjenski Stadion Thuwunna.